# Habsburška Monarhija
Habsburška Monarhija (lat. Habsburg monarchia, njem. Habsburgermonarchie) ili Habsburško Carstvo (njem. Habsburgerreich, lat. Habsburg Imperium) naziv je za skup carstava, kraljevstvava, vojvodstava, grofovija i ostalih država kojom je vladala austrijska grana dinastije Habsburg, a potom, od 1745. do 1918., i nasljednici iz dinastije Habsburg-Lothringen. Glavni grad Monarhije bio je Beč (Prag je bio privremena prijestolnica od 1583. do 1611.), dok je Madrid bio glavni grad Habsburške Španjolske. 
U prethodnim razdobljima Monarhija nije imala službenog zajedničkog naziva, nego je bila riječ o većem broju zemalja koje je ujedinjavala osoba vladara: glavni posjed monarhije bilo je Sveto Rimsko Carstvo, koje je obuhvaćalo današnju Austriju, Njemačku, Nizozemsku, Belgiju i dijelove drugih okolnih država. Habsburzi su uz to vladali Češkom, Ugarskom, Hrvatskom i raznim drugim područjima u Europi i Svijetu.
Habsburška Monarhija svoje početke imala je u posjedima oko dvorca Habsburg u današnjoj Švicarskoj, a kasnije je uporište uspostavila u  habsburškim nasljednim zemljama (uglavnom današnja Austrija i Slovenija), koje su Habsburzi stekli od 1278.
Monarhija je jačala i rasla uz pomoć ženidbi i ratova, a osobito je polet doživjela u 15. i 16. stoljeću nakon Maksimilijana I, Karla V i Ferdinanda I koji je izabran i kraljem Češke i Ugarsko-Hrvatskog Kraljevstva. Od tog vremena vladari Habsburške Monarhije ponekad su izravno vladali i polovicom Europe, a preko Španjolske njihova je vlast zahvatila i druge kontinente.
Glavna opadanja moći Habsburgovaca bilježe se nakon Rata za španjolsku baštinu početkom 18. stoljeća, u vrijeme Napoleona Bonapartea početkom 19. stoljeća, te nakon Austrijsko-pruskog rata 1866. godine.

## Značajke
Različiti habsburški posjedi nikad nisu činili jedinstvenu zemlju, nego se svakom pojedinom zemljom vladalo prema njezinim vlastitim običajima i zakonima – koji su doduše bili srodni. Do sredine 17. stoljeća nisu svim tim zemljama uvijek vladale ni iste osobe, nego su mlađi članovi obitelji vladali nekim od nasljednih zemalja. Ozbiljna nastojanja oko centralizacije započela su u vrijeme Marije Terezije i posebice za njezina sina Josipa II. od sredine do konca 18. stoljeća, no mnoga su takva nastojanja napuštena zbog snažna otpora osobito Josipovim pokušajima reformi. Ipak, obzirnija nastojanja oko centralizacije nastavljena su i u doba revolucije 1848. – 1849. kao i u dugačkom razdoblju Metternichova snažna utjecaja.
Nakon 1849. središnja je uprava pokušala preoblikovati Monarhiju u centraliziranu birokratsku državu kojom se vlada iz Beča. Prestalo je postojati Ugarsko Kraljevstvo kao posebna jedinica, a pojedinim se njegovim zemljama, kasnije poznatim kao Zemlje Krune sv. Stjepana, vladalo izravno iz Beča. Nakon austrijskih ratnih poraza 1859. i 1866. ova je politika napuštena, a pregovori su konačno doveli do Austro-ugarske nagodbe 1867., što je Habsburšku Monarhiju pretvorilo u dvojnu monarhiju pod nazivom Austro-Ugarska. Ugarsko Kraljevstvo (i s Ugarskom povezana Kraljevina Hrvatska, Slavonija i Dalmacija) dobilo je suverenitet s vladom i saborom, dok su zajedničke ostala vanjska politika, vojska i financije. Ostale zemlje Monarhije, odnosno nasljedne zemlje, imale su zajedničko Carevinsko vijeće (Reichsrat). Kad je Bosna i Hercegovina priključena Monarhiji, ona nije priključena Trojednoj kraljevini Hrvatskoj, Slavoniji i Dalmaciji, kako je to tražio hrvatski Sabor, niti ugarskom dijelu Monarhije, već je ostala pod zajedničkom upravom ministarstva financija u Beču.
Habsburška Monarhija raspala se pod pritiskom neriješenih nacionalnih pitanja i kao posljedica poraza u Prvom svjetskom ratu. Na njezinu teritoriju nastalo je više novih zemalja, a u središnjem dijelu Republika Austrija.

## Povezano
- Habsburg
- Austrijsko Carstvo
- Austro-Ugarska
- Krunske zemlje
- Habsburške nasljedne zemlje
- Zemlje Krune sv. Stjepana

## Vanjske poveznice
- Austrijanci – povijest Hrvatska enciklopedija (LZMK)